# Duygu Bal
Duygu Bal est une ancienne joueuse de volley-ball turque née le 25 mars 1987 à Ankara. Elle mesure 1,87 m et jouait au poste de centrale. Elle a totalisé 55 sélections en équipe de Turquie. Elle a mis un terme à sa carrière de volleyeuse professionnelle en novembre 2014.

## Clubs
| Club                 | De        | À         |
| -------------------- | --------- | --------- |
| VB Günes Sigorta     | 2002-2003 | 2002-2003 |
| Emlak TOKİ Ankara    | 2003-2004 | 2006-2007 |
| VB Günes Sigorta     | 2007-2008 | 2009-2010 |
| Minerva Volley Pavia | 2010-2011 | 2010-2011 |
| Fenerbahçe İstanbul  | 2011-2012 | 2012-2013 |

## Palmarès

### Équipe nationale
- Ligue européenne
  - Finaliste : 2009.

### Clubs
- Ligue des champions
  - Vainqueur : 2012.
- Challenge Cup
  - Vainqueur : 2008.
- Coupe de la CEV
  - Finaliste :2013.